# I pionieri della California (film 1945)
I pionieri della California (Californy 'er Bust) è un film del 1945 diretto da Jack Kinney. È un cortometraggio animato della serie Goofy realizzato, in Technicolor, dalla Walt Disney Productions e uscito negli Stati Uniti il 16 luglio 1945. A partire dagli anni novanta è più noto come Sognando la California. Nel marzo 2000 fu inserito nel film di montaggio direct-to-video I capolavori di Pippo con il titolo Ti sogno California!.

## Trama
Pippo narra la storia di una carovana di pionieri che molti anni prima, in viaggio verso ovest, avrebbe vinto qualsiasi gara di velocità. Un giorno, mentre Pippo è in avanscoperta, la carovana viene avvistata dai nativi americani, che, intenzionati ad attaccarla, riuniscono i loro simili di tutti gli Stati Uniti. Il mattino dopo, un'orda di pellerossa assalta la carovana e ne segue una violenta battaglia tra nativi e pionieri. Inizialmente, i pionieri riescono ad avere la meglio grazie alle loro armi da fuoco, ma ben presto finiscono le munizioni. Sul punto di arrendersi, i pionieri vengono risucchiati, insieme alle carovane, da una tromba d'aria, che li trascina a grande velocità sopra l'intero continente e alla fine loro atterrano in Nevada, in Oregon, in California o anche in mezzo all'oceano.

## Distribuzione

### Cinema
- Paperino nel far west (1966)[3][1]

### Edizioni home video

#### DVD
Il cortometraggio è incluso nel DVD Walt Disney Treasures: Pippo, la collezione completa.